# NK Krnjak
NK Krnjak je nogometni klub iz Krnjaka u Karlovačkoj županiji.

## Povijest

### NK Kordun
Prvi nogometni klub u Krnjaku je osnovan 1961. godine pod imenom NK Kordun. 90-ih godina taj klub je uz ime dodao i naziv sponzora NK Kordun-Savić. Nakon Oluje odlaskom Srba klub se gasi. Određena obnova kluba se dogodila 2009. godine, kada su Srbi povratnici osnovali malonogometni klub MNK Kordun Krnjak.

### NK Krnjak
Nakon nekoliko godina nepostojanja nogometa u naselju, na sastanku UDVDR RH klub Krnjak 1998. godine dolazi do ideje o osnivanju NK Krnjak, te doseljeni Hrvati 1. kolovoza 2000. godine na temeljima NK Korduna osnivaju NK Krnjak. Najveći uspjeh kluba je osvajanje drugog mjesta u 2. ŽNL Karlovačkoj u sezoni 2010./11.

### NK Krnjak-Barilović
Od proljetnog dijela sezone 2013./14. klub mijenja ime u NK Krnjak-Barilović zbog sve većeg broja igrača koji dolaze iz susjedne općine Barilović, gdje je nakon sezone 1998./99. ugašen jedini nogometni klub NK Barilović. 

### NK Krnjak
Osnivanjem NK Barilovića, klub nastavlja samostalnim radom. Dana 7. kolovoza 2019.b godine vraća ime NK Krnjak. Nakon završene jesenske polusezone zbog nedovoljnog broja seniorskog kadra NK Krnjak istupio je iz 2. ŽNL Karlovačke.
Početkom 2020 klub je zamrznuo status u Nogometnom savezu Karlovačke županije.
Klub se pred početak natjecateljske sezone 2023./24. ponovno aktivirao u natjecanje.

### Plasmani kluba kroz povijest
| Sezona    | Liga                               | Plasman    |
| --------- | ---------------------------------- | ---------- |
| 2000./01. | 3. ŽNL Karlovačka                  | 6. mjesto  |
| 2001./02. | 3. ŽNL Karlovačka                  | 3. mjesto  |
| 2002./03. | 3. ŽNL Karlovačka                  | 3. mjesto  |
| 2008./09. | 2. ŽNL Karlovačka                  | 5. mjesto  |
| 2009./10. | 2. ŽNL Karlovačka                  | 7. mjesto  |
| 2010./11. | 2. ŽNL Karlovačka                  | 2. mjesto  |
| 2011./12. | 2. ŽNL Karlovačka                  | 12. mjesto |
| 2012./13. | 2. ŽNL Karlovačka                  | 11. mjesto |
| 2013./14. | 2. ŽNL Karlovačka                  | 11. mjesto |
| 2014./15. | 2. ŽNL Karlovačka – Skupina Sjever | 6. mjesto  |
| 2015./16. | 2. ŽNL Karlovačka – Skupina Sjever | 6. mjesto  |
| 2016./17. | 2. ŽNL Karlovačka – Skupina Sjever | 7. mjesto  |